# Homaspis varicolor
Homaspis varicolor là một loài tò vò trong họ Ichneumonidae.